# Karl Stieler

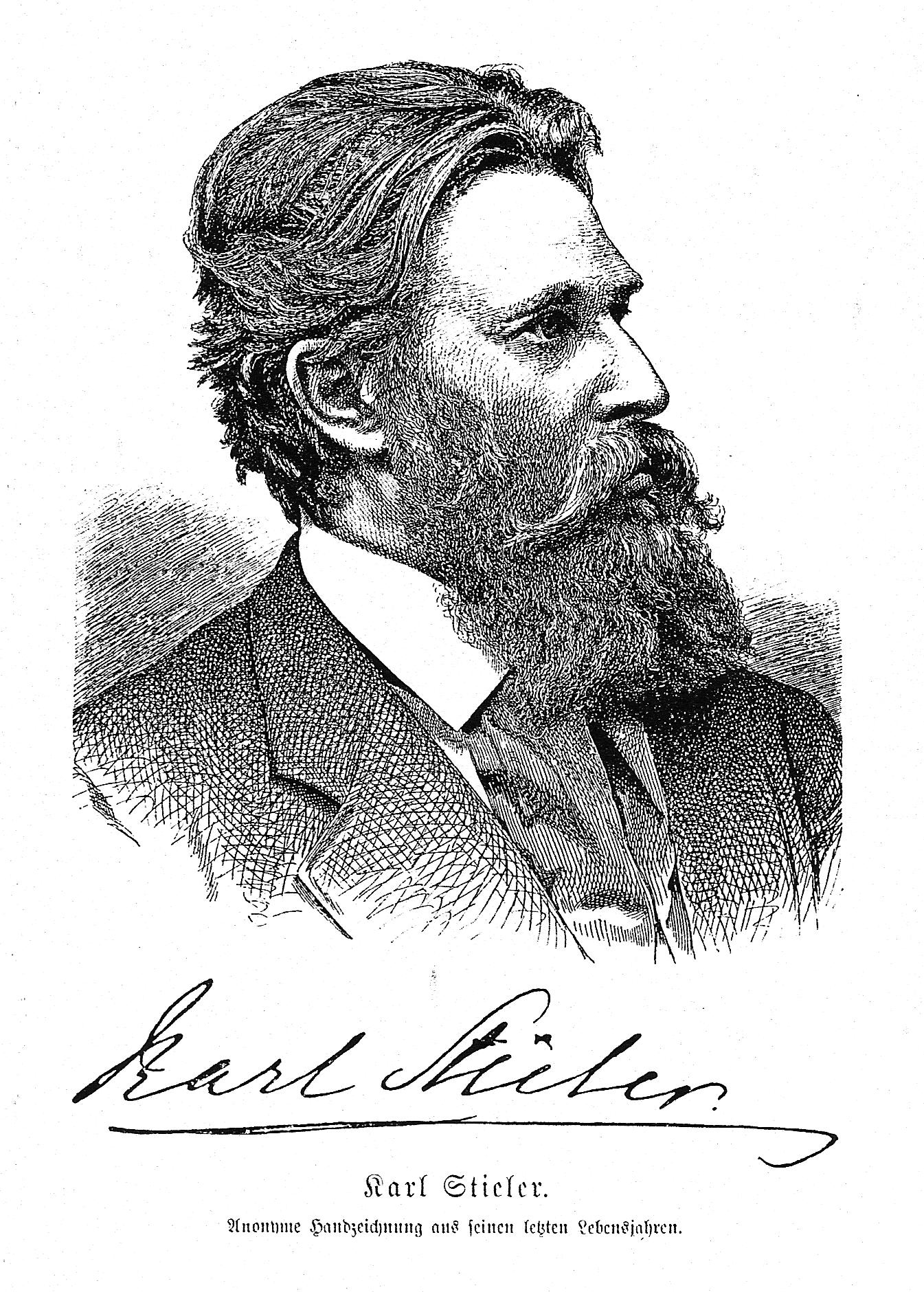
Karl Stieler.

Karl Stieler, född 15 december 1842 i München, död där 12 april 1885, var en tysk dialektdiktare, son till målaren Joseph Karl Stieler. 
Han studerade juridik i sin hemstad, blev 1882 arkivarie i riksarkivet, företog olika reser, som han livligt och underhållande skildrade i Allgemeine Zeitung. 
Han utvecklade sig till en mycket originell, något sentimental diktare på bayersk dialekt och utgav diktsamlingar, som Bergbleameln (1865), Weils mi freut och Habt’s a Schneid. 
Men också högtyska diktre finns av hans hand, samlade i Hochlandslieder och Neue Hochlandslieder. I Ein Winteridyll visar Stieler sig som en stämningsfull och poetisk landskapsskildrare. 
Gesammelte Werke utkom i 3 band 1908, Gesammelte Dichtungen, på högtyska med en biografisk inledning av A. Dreyer 1908, Bilder aus Bayern, folkutgåva även den 1908.